# Ignazio Zambito
Ignazio Zambito (ur. 25 stycznia 1942 w San Stefano Quisquina) – włoski duchowny rzymskokatolicki, w latach 1989-2017 biskup Patti.

## Życiorys
Święcenia kapłańskie przyjął 3 lipca 1966. 12 maja 1989 został mianowany biskupem Patti. Sakrę biskupią otrzymał 29 czerwca 1989. 1 lutego 2017 przeszedł na emeryturę.